# Llista de topònims d'Arbeca
Llista de topònims (noms propis de lloc) del municipi d'Arbeca, a les Garrigues
Informació actualitzada per un bot. Els canvis manuals es perdran quan s'actualitzi!

## cabana
| imatge | Nom                             | Ubicat a | instància de | Detalls | coordenades                                                          | Protecció | Commons (més fotos) | Dades a WD                    |
| ------ | ------------------------------- | -------- | ------------ | ------- | -------------------------------------------------------------------- | --------- | ------------------- | ----------------------------- |
|        | cabana de la Blanca             | Arbeca   | cabana       |         | 41° 33′ 55″ N, 0° 55′ 21″ E / 41.5652640126604°N,0.922467896075003°E |           |                     | Modifica les dades a Wikidata |
|        | cabana de la Plantada           | Arbeca   | cabana       |         | 41° 28′ 58″ N, 0° 55′ 42″ E / 41.4828036854931°N,0.928231041025409°E |           |                     | Modifica les dades a Wikidata |
|        | cabana de la Sorda              | Arbeca   | cabana       |         | 41° 32′ 38″ N, 0° 58′ 39″ E / 41.543773544565°N,0.97752846099111°E   |           |                     | Modifica les dades a Wikidata |
|        | cabana del Boireta              | Arbeca   | cabana       |         | 41° 33′ 16″ N, 0° 54′ 57″ E / 41.5545681279226°N,0.915724188753592°E |           |                     | Modifica les dades a Wikidata |
|        | cabana del Faura                | Arbeca   | cabana       |         | 41° 32′ 33″ N, 0° 56′ 00″ E / 41.5424220982829°N,0.933401494303203°E |           |                     | Modifica les dades a Wikidata |
|        | cabana del Garret               | Arbeca   | cabana       |         | 41° 34′ 26″ N, 0° 53′ 33″ E / 41.573771344495°N,0.89263493162741°E   |           |                     | Modifica les dades a Wikidata |
|        | cabana del Jaume de l'Assumpció | Arbeca   | cabana       |         | 41° 33′ 30″ N, 0° 56′ 43″ E / 41.5582730384636°N,0.945415215566813°E |           |                     | Modifica les dades a Wikidata |
|        | cabana del Josepet              | Arbeca   | cabana       |         | 41° 28′ 22″ N, 0° 55′ 41″ E / 41.4727025521805°N,0.927978013823073°E |           |                     | Modifica les dades a Wikidata |
|        | cabana del Josepó               | Arbeca   | cabana       |         | 41° 33′ 07″ N, 0° 54′ 37″ E / 41.5518846437443°N,0.91029502894211°E  |           |                     | Modifica les dades a Wikidata |
|        | cabana del Lluís del Ferro      | Arbeca   | cabana       |         | 41° 34′ 47″ N, 0° 55′ 12″ E / 41.579674348996°N,0.92003149663032°E   |           |                     | Modifica les dades a Wikidata |
|        | cabana del Manuel               | Arbeca   | cabana       |         | 41° 28′ 50″ N, 0° 55′ 50″ E / 41.4804214926904°N,0.930486724786244°E |           |                     | Modifica les dades a Wikidata |
|        | cabana del Minyó                | Arbeca   | cabana       |         | 41° 29′ 59″ N, 0° 56′ 26″ E / 41.4996795150476°N,0.940607897057115°E |           |                     | Modifica les dades a Wikidata |
|        | cabana del Moles                | Arbeca   | cabana       |         | 41° 32′ 56″ N, 0° 54′ 45″ E / 41.548917837999°N,0.91262552387702°E   |           |                     | Modifica les dades a Wikidata |
|        | cabana del Pepeta               | Arbeca   | cabana       |         | 41° 34′ 04″ N, 0° 54′ 46″ E / 41.5678818067205°N,0.912849593497304°E |           |                     | Modifica les dades a Wikidata |
|        | cabana del Pere Moner           | Arbeca   | cabana       |         | 41° 32′ 52″ N, 0° 56′ 15″ E / 41.5477997500564°N,0.937450399388282°E |           |                     | Modifica les dades a Wikidata |
|        | cabana del Pio                  | Arbeca   | cabana       |         | 41° 34′ 16″ N, 0° 53′ 38″ E / 41.571092971045°N,0.89392136287796°E   |           |                     | Modifica les dades a Wikidata |
|        | cabana del Rius                 | Arbeca   | cabana       |         | 41° 34′ 14″ N, 0° 57′ 31″ E / 41.570460565326°N,0.95870590512146°E   |           |                     | Modifica les dades a Wikidata |
|        | cabana del Salvadoret           | Arbeca   | cabana       |         | 41° 29′ 02″ N, 0° 56′ 24″ E / 41.4840250149713°N,0.940061804116657°E |           |                     | Modifica les dades a Wikidata |
|        | cabana del Viola                | Arbeca   | cabana       |         | 41° 29′ 35″ N, 0° 56′ 10″ E / 41.4929714520331°N,0.936196516930194°E |           |                     | Modifica les dades a Wikidata |
|        | cabaneta del Catapí             | Arbeca   | cabana       |         | 41° 33′ 40″ N, 0° 56′ 06″ E / 41.561030880954°N,0.93501960238056°E   |           |                     | Modifica les dades a Wikidata |
|        | cobert del Tarrós               | Arbeca   | cabana       |         | 41° 32′ 48″ N, 0° 55′ 51″ E / 41.5465844170037°N,0.930967005937214°E |           |                     | Modifica les dades a Wikidata |
|        | cobert dels Omellons            | Arbeca   | cabana       |         | 41° 33′ 19″ N, 0° 53′ 58″ E / 41.5552196437241°N,0.899563890597798°E |           |                     | Modifica les dades a Wikidata |
|        | era del Xeco                    | Arbeca   | cabana       |         | 41° 32′ 39″ N, 0° 56′ 09″ E / 41.5442498249146°N,0.935872869360516°E |           |                     | Modifica les dades a Wikidata |
|        | la Casilla                      | Arbeca   | cabana       |         | 41° 33′ 52″ N, 0° 56′ 55″ E / 41.5645620611893°N,0.948573781866638°E |           |                     | Modifica les dades a Wikidata |
|        | pallissa del Flavià             | Arbeca   | cabana       |         | 41° 29′ 25″ N, 0° 56′ 21″ E / 41.4903681581937°N,0.939189988775637°E |           |                     | Modifica les dades a Wikidata |

## casa
| imatge | Nom                            | Ubicat a | instància de | Detalls                     | coordenades                                                                   | Protecció                                  | Commons (més fotos) | Dades a WD                    |
| ------ | ------------------------------ | -------- | ------------ | --------------------------- | ----------------------------------------------------------------------------- | ------------------------------------------ | ------------------- | ----------------------------- |
|        | Cal Duc                        | Arbeca   | casa         | Estil: arquitectura popular | 41° 32′ 29″ N, 0° 55′ 27″ E / 41.54151°N,0.92423°E ca:Plaça Major, 7          | bé integrant del patrimoni cultural català |                     | Modifica les dades a Wikidata |
|        | Cal Francesc                   | Arbeca   | casa         | Estil: arquitectura popular | 41° 32′ 29″ N, 0° 55′ 24″ E / 41.54131°N,0.92337°E ca:Plaça de l'Església, 20 | bé integrant del patrimoni cultural català |                     | Modifica les dades a Wikidata |
|        | Cal Giro                       | Arbeca   | casa         | Estil: arquitectura barroca | 41° 32′ 26″ N, 0° 55′ 26″ E / 41.54067°N,0.92397°E                            | bé integrant del patrimoni cultural català |                     | Modifica les dades a Wikidata |
|        | Cal Pitchell                   | Arbeca   | casa         |                             | 41° 32′ 31″ N, 0° 55′ 28″ E / 41.54181°N,0.92436°E                            | bé integrant del patrimoni cultural català |                     | Modifica les dades a Wikidata |
|        | cases del carrer de Sant Jaume | Arbeca   | casa         |                             | 41° 32′ 29″ N, 0° 55′ 25″ E / 41.54145°N,0.92351°E                            | bé integrant del patrimoni cultural català |                     | Modifica les dades a Wikidata |

## creu de terme
| imatge | Nom                                     | Ubicat a           | instància de  | Detalls                     | coordenades                                                             | Protecció                                  | Commons (més fotos) | Dades a WD                    |
| ------ | --------------------------------------- | ------------------ | ------------- | --------------------------- | ----------------------------------------------------------------------- | ------------------------------------------ | ------------------- | ----------------------------- |
|        | Creus de terme d'Arbeca                 | Arbeca             | creu de terme |                             | 41° 32′ 26″ N, 0° 55′ 27″ E / 41.54056237408516°N,0.9241322493545698°E  |                                            |                     | Modifica les dades a Wikidata |
|        | creu de terme als afores de la Floresta | la Floresta Arbeca | creu de terme |                             | 41° 30′ 59″ N, 0° 55′ 09″ E / 41.516405998710425°N,0.9192208978842769°E |                                            |                     | Modifica les dades a Wikidata |
|        | creu de terme de Sant Roc               | Arbeca             | creu de terme | Estil: arquitectura popular | 41° 32′ 07″ N, 0° 55′ 15″ E / 41.53532°N,0.92073°E                      | bé integrant del patrimoni cultural català |                     | Modifica les dades a Wikidata |

## creu monumental
| imatge | Nom             | Ubicat a | instància de    | Detalls | coordenades | Protecció | Commons (més fotos) | Dades a WD                    |
| ------ | --------------- | -------- | --------------- | ------- | --- | --------- | ------------------- | ----------------------------- |
|        | creu dels Plans | Arbeca   | creu monumental |         | 41° 31′ 58″ N, 0° 54′ 14″ E / 41.532665°N,0.903879°E ca:Carretera C-233, de les Borges Blanques a Arbeca, km 67 |           |                     | Modifica les dades a Wikidata |
|        | la Segona Creu  | Arbeca   | creu monumental |         | 41° 34′ 32″ N, 0° 56′ 04″ E / 41.5755042810281°N,0.934445879438914°E                                            |           |                     | Modifica les dades a Wikidata |

## edifici
| imatge | Nom                           | Ubicat a | instància de | Detalls                                                             | coordenades                                                                             | Protecció                                  | Commons (més fotos)                                | Dades a WD                    |
| ------ | ----------------------------- | -------- | ------------ | ------------------------------------------------------------------- | --------------------------------------------------------------------------------------- | ------------------------------------------ | -------------------------------------------------- | ----------------------------- |
|        | Cooperativa del Camp d'Arbeca | Arbeca   | edifici      | Arquitecte: Cèsar Martinell i Brunet Estil: arquitectura modernista | 41° 32′ 31″ N, 0° 55′ 14″ E / 41.541944444444°N,0.92055555555556°E ca:Carrer Lleida, 36 | bé cultural d'interès local                | Societat Cooperativa Limitada del Camp l'Arbequina | Modifica les dades a Wikidata |
|        | Hospital Vell                 | Arbeca   | edifici      | Estil: arquitectura popular                                         | 41° 32′ 32″ N, 0° 55′ 30″ E / 41.54229°N,0.9251°E ca:Pl. de la Generalitat, 1           | bé integrant del patrimoni cultural català |                                                    | Modifica les dades a Wikidata |

## església
| imatge | Nom                               | Ubicat a | instància de | Detalls                                 | coordenades                                                                            | Protecció                                  | Commons (més fotos)         | Dades a WD                    |
| ------ | --------------------------------- | -------- | ------------ | --------------------------------------- | -------------------------------------------------------------------------------------- | ------------------------------------------ | --------------------------- | ----------------------------- |
|        | Ermita de Santa Caterina d'Arbeca | Arbeca   | església     | Estil: arquitectura popular             | 41° 32′ 10″ N, 0° 55′ 31″ E / 41.536°N,0.92514°E                                       | bé integrant del patrimoni cultural català |                             | Modifica les dades a Wikidata |
|        | Sant Jaume d'Arbeca               | Arbeca   | església     |                                         | 41° 32′ 30″ N, 0° 55′ 24″ E / 41.54175°N,0.92329°E                                     | bé integrant del patrimoni cultural català | Sant Jaume d'Arbeca         | Modifica les dades a Wikidata |
|        | Sant Miquel de les Borgetes       | Arbeca   | església     | Estil: arquitectura gòtica 14th century | 41° 34′ 33″ N, 0° 54′ 54″ E / 41.57587°N,0.91503°E ca:Partida de les Borgetes 286 msnm | bé integrant del patrimoni cultural català | Sant Miquel de les Borgetes | Modifica les dades a Wikidata |

## granja
| imatge | Nom                   | Ubicat a | instància de | Detalls | coordenades                                                          | Protecció | Commons (més fotos) | Dades a WD                    |
| ------ | --------------------- | -------- | ------------ | ------- | -------------------------------------------------------------------- | --------- | ------------------- | ----------------------------- |
|        | Granges de l'Arellano | Arbeca   | granja       |         | 41° 35′ 04″ N, 0° 55′ 17″ E / 41.5844214926725°N,0.921493778447532°E |           |                     | Modifica les dades a Wikidata |
|        | Granges de l'Obac     | Arbeca   | granja       |         | 41° 32′ 04″ N, 0° 56′ 04″ E / 41.5344335235778°N,0.934423052828258°E |           |                     | Modifica les dades a Wikidata |
|        | Granges del Flasto    | Arbeca   | granja       |         | 41° 34′ 00″ N, 0° 53′ 40″ E / 41.5666882545289°N,0.894323279933908°E |           |                     | Modifica les dades a Wikidata |
|        | Granges del Jan       | Arbeca   | granja       |         | 41° 34′ 46″ N, 0° 53′ 55″ E / 41.5793292549678°N,0.898518633655409°E |           |                     | Modifica les dades a Wikidata |
|        | Granges del Jepo      | Arbeca   | granja       |         | 41° 32′ 13″ N, 0° 55′ 22″ E / 41.5370233643495°N,0.922700987999257°E |           |                     | Modifica les dades a Wikidata |
|        | Granges del Tupiner   | Arbeca   | granja       |         | 41° 32′ 12″ N, 0° 55′ 42″ E / 41.5365686171788°N,0.928445414331556°E |           |                     | Modifica les dades a Wikidata |
|        | Granja de l'Eixalar   | Arbeca   | granja       |         | 41° 32′ 16″ N, 0° 55′ 42″ E / 41.5378641849406°N,0.928368093208703°E |           |                     | Modifica les dades a Wikidata |
|        | Granja del Pio        | Arbeca   | granja       |         | 41° 34′ 11″ N, 0° 53′ 40″ E / 41.5698411082611°N,0.894352783635713°E |           |                     | Modifica les dades a Wikidata |

## masia
| imatge | Nom                             | Ubicat a | instància de | Detalls                     | coordenades                                                                                           | Protecció                                  | Commons (més fotos) | Dades a WD                    |
| ------ | ------------------------------- | -------- | ------------ | --------------------------- | --- | ------------------------------------------ | ------------------- | ----------------------------- |
|        | Cal Cambrai                     | Arbeca   | masia        |                             | 41° 32′ 19″ N, 0° 55′ 53″ E / 41.538550817873°N,0.931486908894974°E                                   |                                            |                     | Modifica les dades a Wikidata |
|        | Casa de Guirao                  | Arbeca   | masia        |                             | 41° 30′ 54″ N, 0° 55′ 07″ E / 41.5150262519888°N,0.918563545999679°E                                  |                                            |                     | Modifica les dades a Wikidata |
|        | Casa del Gerardo                | Arbeca   | masia        |                             | 41° 32′ 59″ N, 0° 55′ 31″ E / 41.5497800392387°N,0.925373828083905°E                                  |                                            |                     | Modifica les dades a Wikidata |
|        | Casa del Pirito                 | Arbeca   | masia        |                             | 41° 32′ 12″ N, 0° 55′ 38″ E / 41.536572512995°N,0.927162662002667°E                                   |                                            |                     | Modifica les dades a Wikidata |
|        | Casa del Vidal                  | Arbeca   | masia        |                             | 41° 32′ 37″ N, 0° 54′ 56″ E / 41.5437219622004°N,0.915605125871418°E                                  |                                            |                     | Modifica les dades a Wikidata |
|        | Mas de Bonrepòs                 | Arbeca   | masia        |                             | 41° 29′ 30″ N, 0° 56′ 31″ E / 41.4916224153211°N,0.941833492076975°E                                  |                                            |                     | Modifica les dades a Wikidata |
|        | Mas del Cel                     | Arbeca   | masia        |                             | 41° 31′ 07″ N, 0° 56′ 13″ E / 41.5185257585501°N,0.936822604719667°E                                  |                                            |                     | Modifica les dades a Wikidata |
|        | Mas del Manel                   | Arbeca   | masia        |                             | 41° 33′ 02″ N, 0° 57′ 42″ E / 41.5504292080959°N,0.961658041860928°E                                  |                                            |                     | Modifica les dades a Wikidata |
|        | Masia Soldevila                 | Arbeca   | masia        | Estil: arquitectura popular | 41° 32′ 19″ N, 0° 54′ 22″ E / 41.53874°N,0.90598°E                                                    | bé integrant del patrimoni cultural català |                     | Modifica les dades a Wikidata |
|        | Molí dels Sants                 | Arbeca   | masia        |                             | 41° 31′ 06″ N, 0° 56′ 30″ E / 41.5182442901887°N,0.941720938249735°E                                  |                                            |                     | Modifica les dades a Wikidata |
|        | Torre Ximenos                   | Arbeca   | masia        |                             | 41° 32′ 27″ N, 0° 54′ 42″ E / 41.5408064079474°N,0.911778732474411°E                                  |                                            |                     | Modifica les dades a Wikidata |
|        | Torre de l'Argilés              | Arbeca   | masia        |                             | 41° 32′ 48″ N, 0° 54′ 48″ E / 41.54662585557°N,0.913329818957293°E                                    |                                            |                     | Modifica les dades a Wikidata |
|        | Torre del Baget                 | Arbeca   | masia        |                             | 41° 33′ 31″ N, 0° 55′ 44″ E / 41.5585878874369°N,0.928833319665929°E                                  |                                            |                     | Modifica les dades a Wikidata |
|        | Torre del Bartolo               | Arbeca   | masia        |                             | 41° 35′ 18″ N, 0° 55′ 18″ E / 41.5883675664416°N,0.921559109550411°E                                  |                                            |                     | Modifica les dades a Wikidata |
|        | Torre del Bep                   | Arbeca   | masia        |                             | 41° 34′ 00″ N, 0° 56′ 08″ E / 41.5665991042177°N,0.935581139175143°E                                  |                                            |                     | Modifica les dades a Wikidata |
|        | Torre del Cançons               | Arbeca   | masia        |                             | 41° 34′ 13″ N, 0° 54′ 04″ E / 41.570324415733°N,0.90114230478634°E                                    |                                            |                     | Modifica les dades a Wikidata |
|        | Torre del Ferreret              | Arbeca   | masia        |                             | 41° 33′ 53″ N, 0° 54′ 02″ E / 41.5646775275438°N,0.900600628493005°E                                  |                                            |                     | Modifica les dades a Wikidata |
|        | Torre del Garí                  | Arbeca   | masia        |                             | 41° 31′ 52″ N, 0° 58′ 19″ E / 41.531065664096°N,0.9719314442544°E                                     |                                            |                     | Modifica les dades a Wikidata |
|        | Torre del Miqueló               | Arbeca   | masia        |                             | 41° 33′ 43″ N, 0° 56′ 15″ E / 41.5619521055155°N,0.937611835306901°E                                  |                                            |                     | Modifica les dades a Wikidata |
|        | Torre del Notari                | Arbeca   | masia        |                             | 41° 34′ 48″ N, 0° 53′ 28″ E / 41.580050152484°N,0.8912312172614°E                                     |                                            |                     | Modifica les dades a Wikidata |
|        | Torre del Soldevila de la Coma  | Arbeca   | masia        |                             | 41° 30′ 55″ N, 0° 56′ 59″ E / 41.5151813907298°N,0.949750920860114°E                                  |                                            |                     | Modifica les dades a Wikidata |
|        | Torre del Soldevila dels Aubacs | Arbeca   | masia        |                             | 41° 32′ 22″ N, 0° 54′ 43″ E / 41.5395213845986°N,0.911939965627104°E ca:Camí de la Font de la Juliana |                                            |                     | Modifica les dades a Wikidata |
|        | Torreta Blanca                  | Arbeca   | masia        |                             | 41° 34′ 28″ N, 0° 57′ 49″ E / 41.5745129013918°N,0.963683400605876°E                                  |                                            |                     | Modifica les dades a Wikidata |
|        | Xalet de l'Antina               | Arbeca   | masia        |                             | 41° 32′ 33″ N, 0° 55′ 58″ E / 41.5425184824619°N,0.932751057009192°E                                  |                                            |                     | Modifica les dades a Wikidata |
|        | el Toll                         | Arbeca   | masia        |                             | 41° 32′ 27″ N, 0° 55′ 22″ E / 41.5406989917339°N,0.922751146076257°E                                  |                                            |                     | Modifica les dades a Wikidata |

## molí
| imatge | Nom               | Ubicat a | instància de   | Detalls                     | coordenades                                                          | Protecció                                  | Commons (més fotos) | Dades a WD                    |
| ------ | ----------------- | -------- | -------------- | --------------------------- | -------------------------------------------------------------------- | ------------------------------------------ | ------------------- | ----------------------------- |
|        | Molí d'oli        | Arbeca   | molí Ús: trull | Estil: arquitectura popular | 41° 32′ 29″ N, 0° 55′ 19″ E / 41.54134°N,0.922°E                     | bé integrant del patrimoni cultural català |                     | Modifica les dades a Wikidata |
|        | Molí de l'Argilés | Arbeca   | molí Ús: trull |                             | 41° 32′ 29″ N, 0° 55′ 22″ E / 41.5414630330606°N,0.922666744588264°E |                                            |                     | Modifica les dades a Wikidata |

## molí d'aigua
| imatge | Nom                            | Ubicat a | instància de | Detalls                     | coordenades                                                                                      | Protecció                                  | Commons (més fotos) | Dades a WD                    |
| ------ | ------------------------------ | -------- | ------------ | --------------------------- | ------------------------------------------------------------------------------------------------ | ------------------------------------------ | ------------------- | ----------------------------- |
|        | Molí Nou del Duc de Medinaceli | Arbeca   | molí d'aigua | Estil: arquitectura popular | 41° 32′ 24″ N, 0° 55′ 27″ E / 41.54°N,0.92416666666667°E ca:Carrer de les Germanes Dominiques, 4 | bé integrant del patrimoni cultural català |                     | Modifica les dades a Wikidata |
|        | Molí de gra                    | Arbeca   | molí d'aigua | Estil: arquitectura popular | 41° 33′ 08″ N, 0° 56′ 23″ E / 41.55218°N,0.9398°E                                                | bé integrant del patrimoni cultural català |                     | Modifica les dades a Wikidata |

## muntanya
| imatge | Nom                      | Ubicat a     | instància de | Detalls | coordenades                                                         | Protecció | Commons (més fotos) | Dades a WD                    |
| ------ | ------------------------ | ------------ | ------------ | ------- | ------------------------------------------------------------------- | --------- | ------------------- | ----------------------------- |
|        | Puig del Corb            | Arbeca       | muntanya     |         | 41° 31′ 08″ N, 0° 58′ 21″ E / 41.519°N,0.972444°E 456 msnm          |           |                     | Modifica les dades a Wikidata |
|        | Roques del Barret        | Arbeca Maldà | muntanya     |         | 41° 32′ 45″ N, 0° 59′ 04″ E / 41.54586111°N,0.98430556°E 356.9 msnm |           |                     | Modifica les dades a Wikidata |
|        | Tossal Balaguer          | Arbeca       | muntanya     |         | 41° 32′ 55″ N, 0° 56′ 57″ E / 41.54866667°N,0.94902778°E 341.5 msnm |           |                     | Modifica les dades a Wikidata |
|        | Tossal Gros              | Arbeca       | muntanya     |         | 41° 32′ 43″ N, 0° 54′ 22″ E / 41.5452°N,0.906056°E 344.8 msnm       |           |                     | Modifica les dades a Wikidata |
|        | Tossal de Roca d'en Bóta | Arbeca       | muntanya     |         | 41° 30′ 40″ N, 0° 56′ 25″ E / 41.511°N,0.940194°E 395.4 msnm        |           |                     | Modifica les dades a Wikidata |
|        | Tossal de la Pleta       | Arbeca       | muntanya     |         | 41° 31′ 54″ N, 0° 58′ 54″ E / 41.53172222°N,0.98177778°E 426.6 msnm |           |                     | Modifica les dades a Wikidata |
|        | Tossal del Ceba          | Arbeca       | muntanya     |         | 41° 33′ 29″ N, 0° 57′ 50″ E / 41.55811111°N,0.96388889°E 319.8 msnm |           |                     | Modifica les dades a Wikidata |

## pedrera
| imatge | Nom               | Ubicat a | instància de | Detalls | coordenades                                                          | Protecció | Commons (més fotos) | Dades a WD                    |
| ------ | ----------------- | -------- | ------------ | ------- | -------------------------------------------------------------------- | --------- | ------------------- | ----------------------------- |
|        | Pedrera del Ferro | Arbeca   | pedrera      |         | 41° 30′ 33″ N, 0° 57′ 39″ E / 41.5091713604883°N,0.960748517607916°E |           |                     | Modifica les dades a Wikidata |
|        | la Pedrera        | Arbeca   | pedrera      |         | 41° 32′ 52″ N, 0° 56′ 31″ E / 41.5477101192813°N,0.941997174325706°E |           |                     | Modifica les dades a Wikidata |

## plaça
| imatge | Nom                  | Ubicat a | instància de | Detalls                                  | coordenades                                                          | Protecció                                  | Commons (més fotos)  | Dades a WD                    |
| ------ | -------------------- | -------- | ------------ | ---------------------------------------- | -------------------------------------------------------------------- | ------------------------------------------ | -------------------- | ----------------------------- |
|        | Plaça Major d'Arbeca | Arbeca   | plaça        | Estil: arquitectura popular 16th century | 41° 32′ 30″ N, 0° 55′ 27″ E / 41.54161°N,0.92421°E 330 msnm          | bé integrant del patrimoni cultural català | Plaça Major d'Arbeca | Modifica les dades a Wikidata |
|        | plaça del Toll       | Arbeca   | plaça        |                                          | 41° 32′ 26″ N, 0° 55′ 23″ E / 41.54061°N,0.92312°E ca:Plaça del Toll | bé integrant del patrimoni cultural català |                      | Modifica les dades a Wikidata |

## pont
| imatge | Nom                 | Ubicat a | instància de | Detalls                  | coordenades                                                          | Protecció | Commons (més fotos) | Dades a WD                    |
| ------ | ------------------- | -------- | ------------ | ------------------------ | -------------------------------------------------------------------- | --------- | ------------------- | ----------------------------- |
|        | Pont del Pedroell   | Arbeca   | pont         | Travessa: canal d'Urgell | 41° 33′ 40″ N, 0° 56′ 19″ E / 41.5611480183114°N,0.938476833684799°E |           |                     | Modifica les dades a Wikidata |
|        | Pont dels Rentadors | Arbeca   | pont         | Travessa: canal d'Urgell | 41° 32′ 50″ N, 0° 55′ 21″ E / 41.5473032427685°N,0.922383817859995°E |           |                     | Modifica les dades a Wikidata |
|        | Pont vell de Lleida | Arbeca   | pont         | Travessa: canal d'Urgell | 41° 32′ 35″ N, 0° 55′ 01″ E / 41.5431133663899°N,0.916811528059922°E |           |                     | Modifica les dades a Wikidata |

## vèrtex geodèsic
| imatge | Nom          | Ubicat a | instància de    | Detalls   | coordenades                                                       | Protecció | Commons (més fotos) | Dades a WD                    |
| ------ | ------------ | -------- | --------------- | --------- | ----------------------------------------------------------------- | --------- | ------------------- | ----------------------------- |
|        | Puig de Corp | Arbeca   | vèrtex geodèsic | Alt: 1.2m | 41° 31′ 08″ N, 0° 58′ 21″ E / 41.519006°N,0.972482°E 455.772 msnm |           |                     | Modifica les dades a Wikidata |
|        | Tossal Gros  | Arbeca   | vèrtex geodèsic | Alt: 1.2m | 41° 32′ 43″ N, 0° 54′ 25″ E / 41.545282°N,0.90682°E 342.262 msnm  |           |                     | Modifica les dades a Wikidata |

## Misc
| imatge | Nom                             | Ubicat a                                                                                        | instància de                                   | Detalls                                          | coordenades | Protecció                                            | Commons (més fotos)                                        | Dades a WD                    |
| ------ | ------------------------------- | ----------------------------------------------------------------------------------------------- | ---------------------------------------------- | ------------------------------------------------ | --- | ---------------------------------------------------- | ---------------------------------------------------------- | ----------------------------- |
|        | Arbeca                          | Arbeca                                                                                          | entitat singular de població capital municipal | 2085 hab                                         | 41° 32′ 30″ N, 0° 55′ 28″ E / 41.54153°N,0.92457°E 333 msnm                                                                                   |                                                      |                                                            | Modifica les dades a Wikidata |
|        | Borgetes de Salena              | Arbeca                                                                                          | assentament humà                               |                                                  | 41° 33′ 07″ N, 0° 55′ 24″ E / 41.55197222°N,0.92339167°E                                                                                      |                                                      |                                                            | Modifica les dades a Wikidata |
|        | Castell Palau d'Arbeca          | Arbeca                                                                                          | castell                                        | Estil: arquitectura del Renaixement 16th century | 41° 32′ 34″ N, 0° 55′ 26″ E / 41.5427916667°N,0.923780555556°E ca:Carrer del Castell, 1, Arbeca 352 msnm                                      | bé d'interès cultural bé cultural d'interès nacional | Castell Palau d'Arbeca                                     | Modifica les dades a Wikidata |
|        | Centre Republicà                | Arbeca                                                                                          | casa consistorial                              | Estil: noucentisme                               | 41° 32′ 32″ N, 0° 55′ 29″ E / 41.542188888889°N,0.92483888888889°E 332 msnm                                                                   | bé cultural d'interès local                          | Centre Republicà (Arbeca)                                  | Modifica les dades a Wikidata |
|        | Pla dels Valls                  | Arbeca els Omellons                                                                             | indret                                         |                                                  | 41° 30′ 50″ N, 0° 57′ 51″ E / 41.5139°N,0.964136°E 400 msnm                                                                                   |                                                      |                                                            | Modifica les dades a Wikidata |
|        | Polígon industrial Les Pedreres | Arbeca                                                                                          | polígon industrial                             |                                                  | 41° 32′ 16″ N, 0° 54′ 54″ E / 41.537666149003°N,0.914924582034615°E                                                                           |                                                      |                                                            | Modifica les dades a Wikidata |
|        | Pou d'Arbeca                    | Arbeca                                                                                          | pou                                            | Estil: arquitectura popular                      | 41° 34′ 05″ N, 0° 57′ 15″ E / 41.56797°N,0.9541°E                                                                                             | bé integrant del patrimoni cultural català           |                                                            | Modifica les dades a Wikidata |
|        | Secans de Belianes-Preixana     | Tàrrega Vilagrassa Preixana Sant Martí de Riucorb Belianes Arbeca Vilanova de Bellpuig Bellpuig | àrea protegida Pla d'Espais d'Interès Natural  | 1992 Superfície: 6505 6523.26765ha               | 41° 35′ 24″ N, 1° 01′ 16″ E / 41.59°N,1.021°E                                                                                                 |                                                      | Secans de Belianes-Preixana (Special Area of Conservation) | Modifica les dades a Wikidata |
|        | Serra de Montplà                | Arbeca Belianes Maldà                                                                           | serra                                          |                                                  | 41° 33′ 01″ N, 0° 59′ 12″ E / 41.55019444°N,0.98655556°E 383.8 msnm                                                                           |                                                      |                                                            | Modifica les dades a Wikidata |
|        | canal Segarra-Garrigues         | Noguera Segarra Urgell Garrigues                                                                | canal                                          | Desemboca: riu de Set                            | 41° 56′ 09″ N, 1° 12′ 19″ E / 41.935923055555556°N,1.205238888888889°E 41° 27′ 06″ N, 0° 45′ 30″ E / 41.45165194444444°N,0.7583730555555556°E |                                                      | Canal Segarra-Garrigues                                    | Modifica les dades a Wikidata |
|        | canal d'Urgell                  | Noguera Urgell Pla d'Urgell Garrigues Segrià                                                    | canal de reg                                   | Desemboca: Segre Llarg: 144.2km                  | 41° 55′ 47″ N, 1° 09′ 50″ E / 41.92977111111111°N,1.16391°E 41° 34′ 27″ N, 0° 34′ 37″ E / 41.57407111111111°N,0.5769580555555556°E            |                                                      | Canal d'Urgell                                             | Modifica les dades a Wikidata |
|        | els Vilars                      | Arbeca                                                                                          | jaciment arqueològic despoblat                 |                                                  | 41° 34′ 06″ N, 0° 57′ 17″ E / 41.5682186955461°N,0.954634487389455°E                                                                          | bé cultural d'interès nacional bé d'interès cultural | Fortalesa dels Vilars (Arbeca)                             | Modifica les dades a Wikidata |
|        | font de la Juliana              | Arbeca                                                                                          | font                                           | Estil: arquitectura gòtica                       | 41° 32′ 29″ N, 0° 53′ 46″ E / 41.541410999705°N,0.89608394685887°E                                                                            | bé integrant del patrimoni cultural català           | Font de la Juliana (Arbeca)                                | Modifica les dades a Wikidata |